# Jean-Louis Michel (oceanograf)
Jean-Louis Michel, francoski oceanograf in inženir * 1945.                                                                                                                                                                                           
Leta 1969 je odkril podmorski poseg s francosko mornarico kot častnik v Groupe des Bathyscaphes na čelu s kapitanom Georgesom Houotom. Leta 1985 je Jean-Louis Michel (skupaj z morskim geologom Robertom Ballardom) vodil skupino francoskih in ameriških raziskovalcev, ki so našli razbitino ladje RMS Titanic. 
Robert Ballard v intervjuju za Forbes omenja, da Jean-Louis Michel le redko dobi dovolj zaslug za sodelovanje pri odkrivanju razbitine Titanica. 